# (2188) Орлёнок
(2188) Орлёнок (лат. Orlenok) — неправильной формы астероид главного пояса, который был открыт 28 октября 1976 года советским астрономом Людмилой Журавлёвой в Крымской астрофизической обсерватории и назван в честь Всероссийского пионерского лагеря ЦК ВЛКСМ «Орлёнок», по случаю его 20-летия.

Орбита астероида Орлёнок и его положение в Солнечной системе